# België op de Olympische Zomerspelen 1928

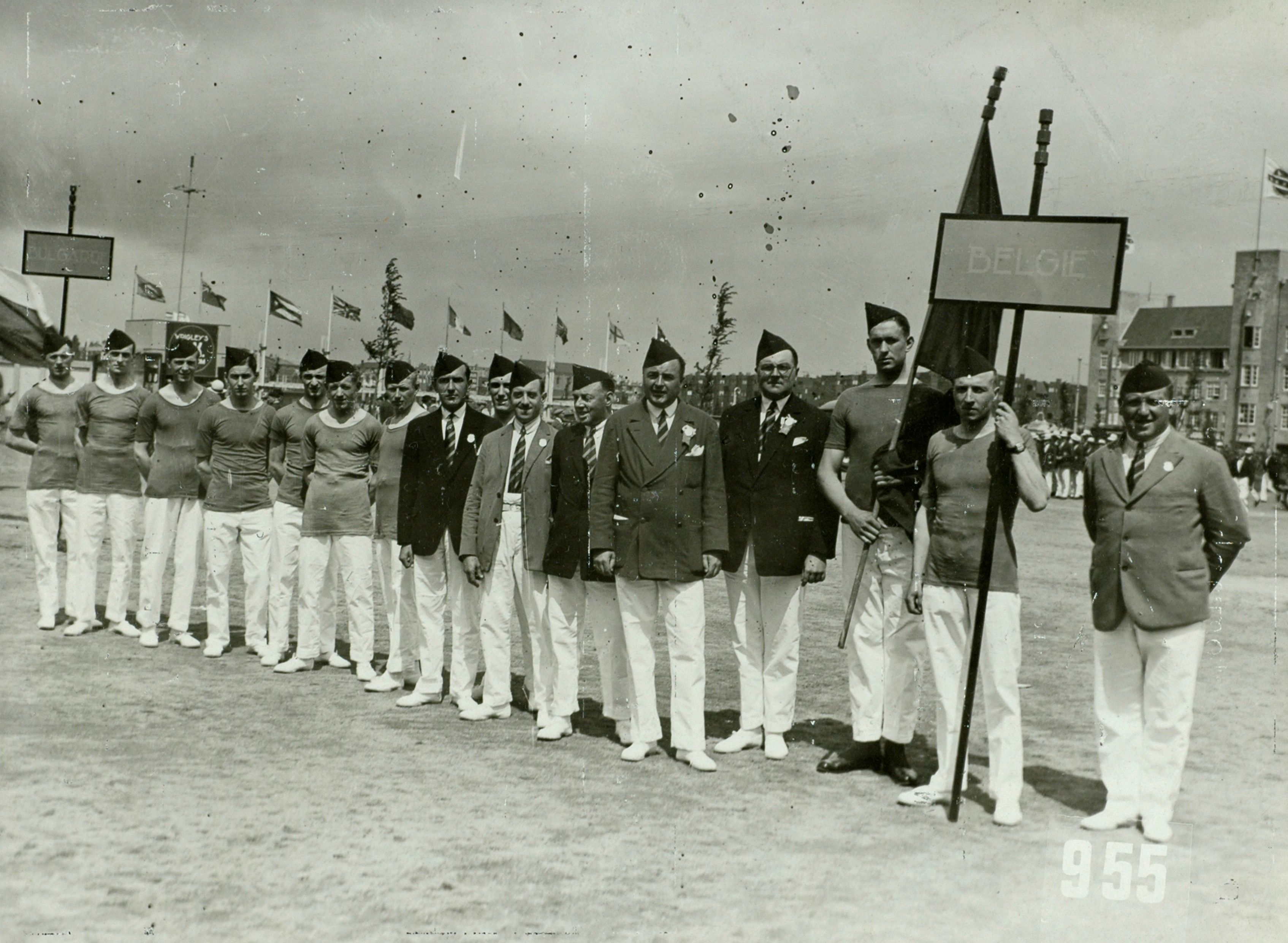
Belgische ploeg tijdens de openingsceremonie

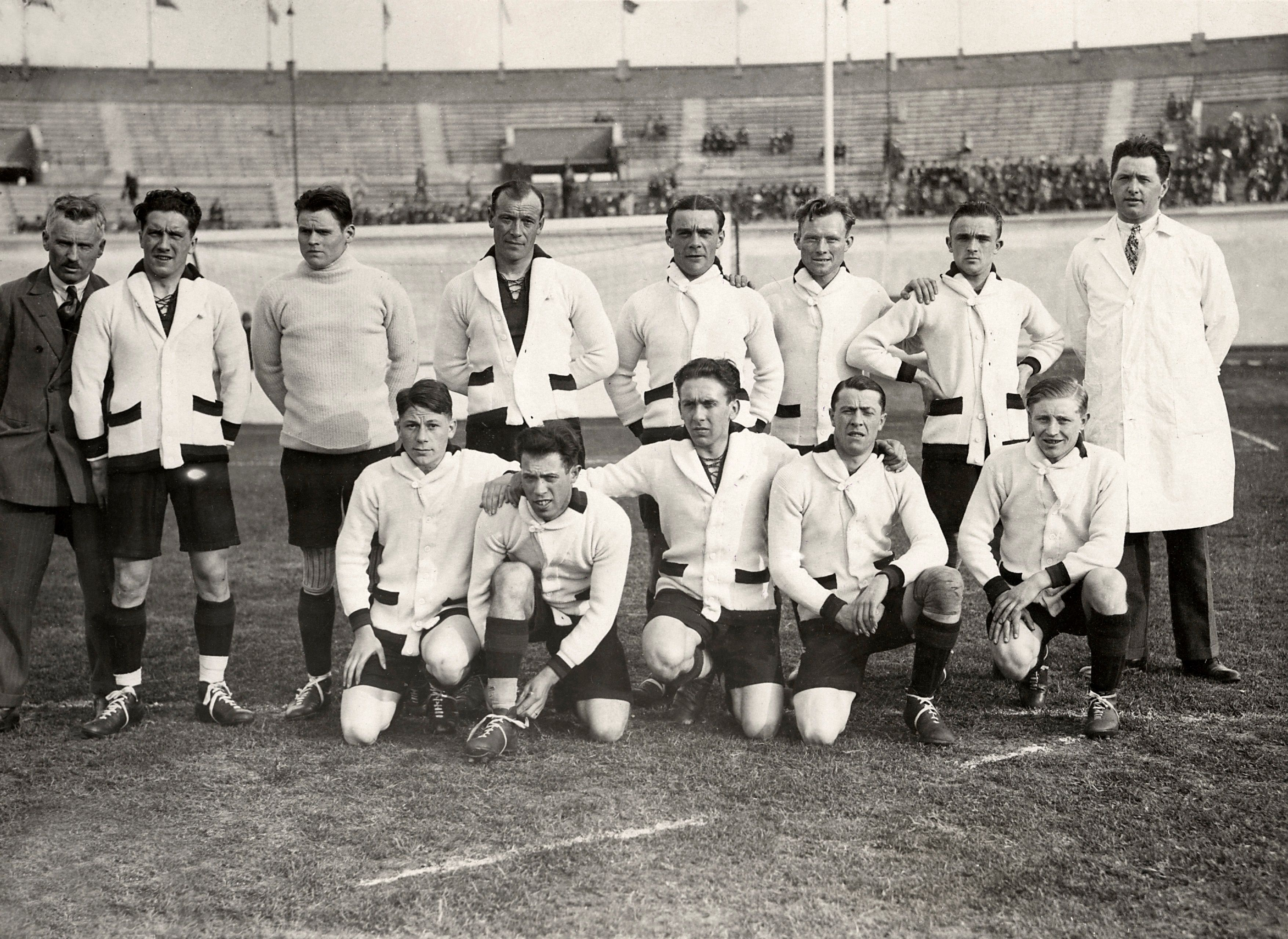
Het Belgisch voetbalelftal

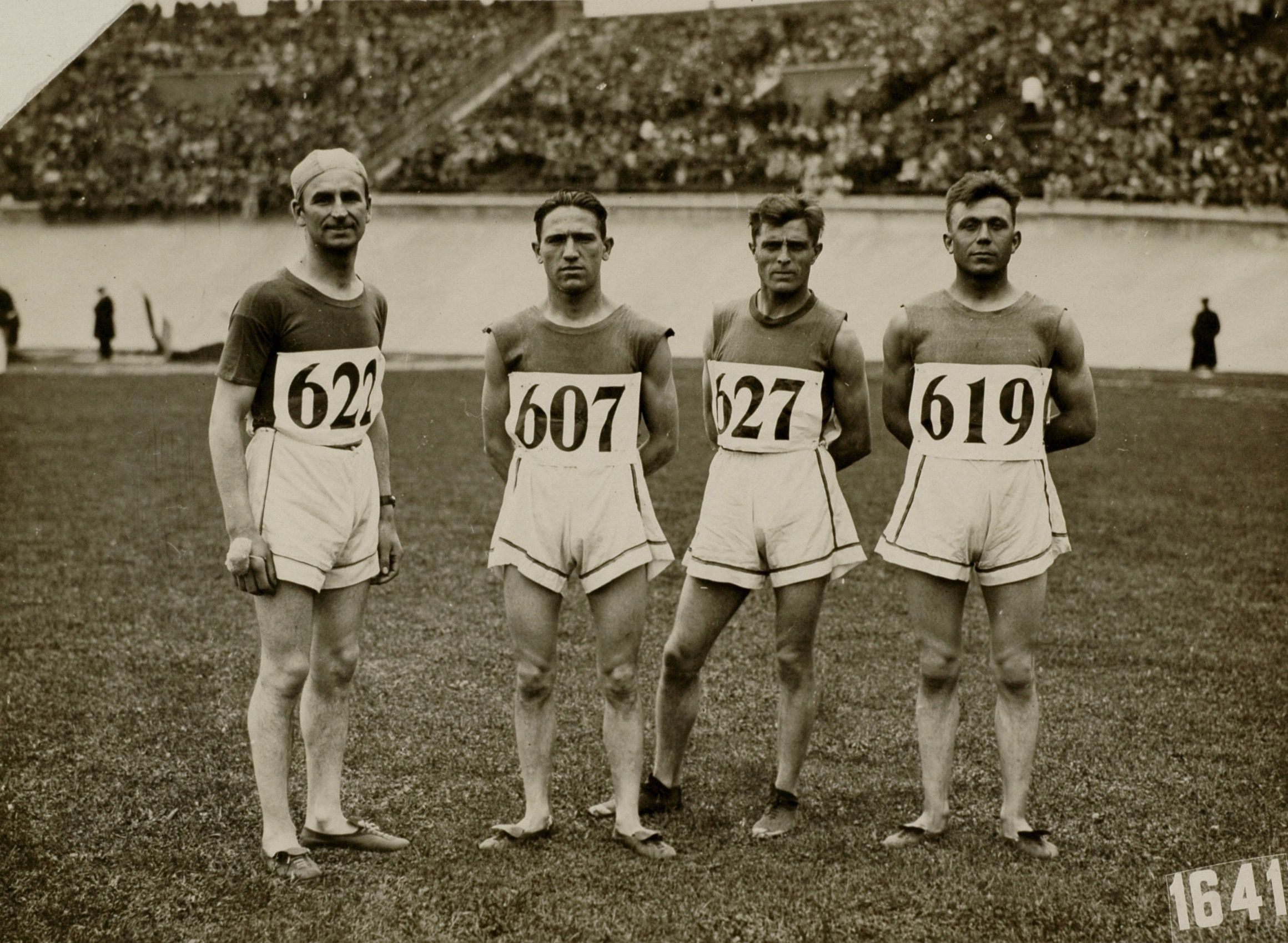
Belgische marathonlopers, v.l.n.r. Marien, Broers, Steurs en Linsen

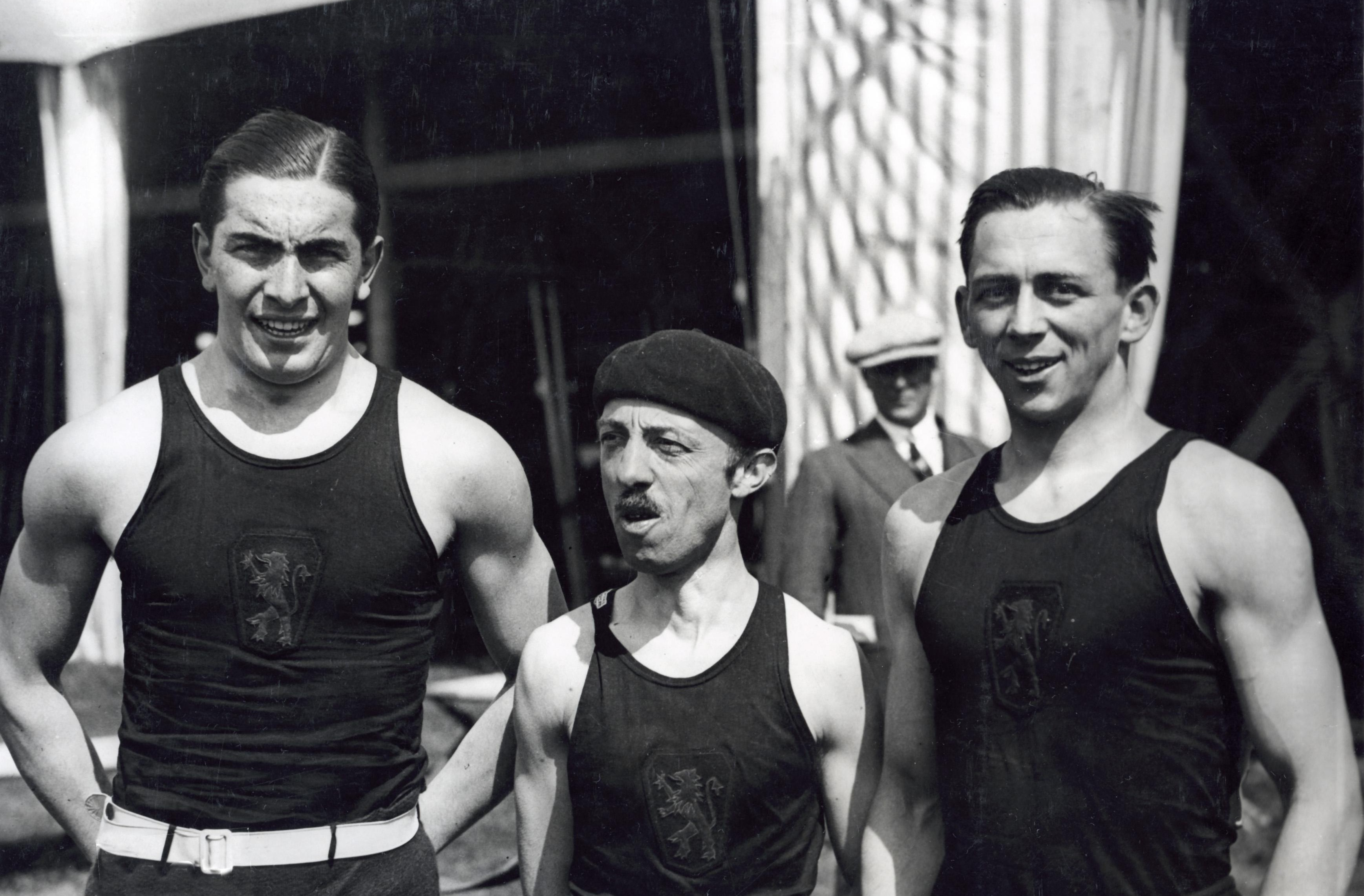
De Belgische twee-met-stuurman, Franz de Coninck, Anthony Degroef en Léon Flament

België was een van de deelnemende landen op de Olympische Zomerspelen 1928 in Amsterdam, Nederland.
De Belgische delegatie, waarvan 160 mannen en 12 vrouwen aan de wedstrijden deelnamen in veertien takken van sport, behaalde één zilveren en twee bronzen medailles en eindigde daarmee op de 29e plaats in het medailleklassement.

## Medailleoverzicht
| Sport     | Olympiër                                           | Discipline                     | Medaille |
| --------- | -------------------------------------------------- | ------------------------------ | -------- |
| Worstelen | Clement Spapen                                     | bantamgewicht, vrije stijl (m) | Zilver   |
| Boksen    | Léonard Steyaert                                   | middengewicht (m)              | Brons    |
| Roeien    | Franz de Coninck Léon Flament Georges Anthony (sm) | twee-met-stuurman (m)          | Brons    |

## Deelnemers en resultaten
N.B. Lijst is (mogelijk) niet compleet

### Atletiek
Aan de atletiek wedstrijden namen 24 mannen in 17 disciplines en negen vrouwen in vijf disciplines deel.
| Olympiër                                                              | Discipline                  | Resultaat   | Prestatie |
| --------------------------------------------------------------------- | --------------------------- | ----------- | --- |
| Paul Brochart                                                         | 100m (m)                    | kwartfinale | serie 3: 2e kwartfinale 6: 5e |
| Willy Dujardin                                                        | 100m (m)                    | 1e ronde    | serie 1: 4e in 11,4 |
| Adolphe Groscol                                                       | 100m (m)                    | 1e ronde    | serie 15: 4e |
| Fred Zinner                                                           | 100m (m)                    | 1e ronde    | serie 13: 3e |
| Paul Brochart                                                         | 200m (m)                    | kwartfinale | serie 8: 2e kwartfinale 4: 3e |
| Willy Dujardin                                                        | 200m (m)                    | 1e ronde    | serie 13: 3e |
| Adolphe Groscol                                                       | 200m (m)                    | 1e ronde    | serie 5: 4e in 23,8 |
| Frans Prinsen                                                         | 200m (m)                    | 1e ronde    | serie 4: 3e |
| Eugène Langenraedt                                                    | 400m (m)                    | 1e ronde    | serie 4: 3e |
| Frans Prinsen                                                         | 400m (m)                    | kwartfinale | serie 2: 2e kwartfinale 4: 4e |
| Gerard Bertheloot                                                     | 800m (m)                    | 1e ronde    | serie 1: 5e |
| Philippe Coenjaerts                                                   | 800m (m)                    | 1e ronde    | serie 4: 5e |
| Julien Serwy                                                          | 5000m (m)                   | DNF         | serie 1: niet gefinisht |
| Julien Serwy                                                          | 10000m (m)                  | 18e         | |
| Powell (René Joannes)                                                 | 110m horden (m)             | 1e ronde    | serie 6: 4e |
| Armand Lepaffe                                                        | 110m horden (m)             | 1e ronde    | serie 1: 3e |
| Marcel Swinnen                                                        | 400m horden (m)             | 1e ronde    | serie 2: 3e |
| Jozef Langenus                                                        | 3000 meter steeplechase (m) | 1e ronde    | serie 1: 7e |
| Edgard Viseur                                                         | 3000 meter steeplechase (m) | 1e ronde    | serie 2: 5e |
| Paul Brochart Willy Dujardin Adolphe Groscol Fred Zinner              | 4x100m (m)                  | 1e ronde    | serie 2: 3e |
| Philippe Coenjaerts Eugène Langenraedt Frans Prinsen Emile Vercken    | 4x400m (m)                  | 1e ronde    | serie 1: 5e |
| Leonard Broers                                                        | marathon (m)                | 18e         | 2:44.37 |
| Jan Linsen                                                            | marathon (m)                | 42e         | 2:58.08 |
| Joseph Mariën                                                         | marathon (m)                | 56e         | 3:16.13 |
| Gerard Steurs                                                         | marathon (m)                | 37e         | 2:54.48 |
| Maurice Henrijean                                                     | polsstokhoogspringen (m)    | 10e         | kwalificatie: 10e met 3,50m |
| Powell (René Joannes)                                                 | polsstokhoogspringen (m)    | DNF         | kwalificatie: geen geldige sprong |
| Gérard Noël                                                           | polsstokhoogspringen (m)    | 14e         | kwalificatie: 14e met 3,30m |
| Maurice Henrijean                                                     | kogelstoten (m)             | 20e         | kwalificatie groep 2: 12e met 12,52m |
| Fred Zinner                                                           | discuswerpen (m)            | 32e         | kwalificatie groep 1: 8e met 34,35m |
| Jules Herremans                                                       | speerwerpen (m)             | 18e         | kwalificatie groep 3: 4e met 56,33m |
| Gaston Etienne                                                        | tienkamp (m)                | 23e         | 100m: 38e in 13,0 (428,8 punten) verspringen: 36e met 5,51m (487,95 punten) kogelstoten: 35e met 9,65m (431 punten) hoogspringen: 33e met 1,50m (398 punten) 400m: 34e in 1.00,2 (548,80 punten) 110m horden: 33e in 20,8 (449 punten) discuswerpen: 30e met 29,81m (414,80 punten) polsstokhoogspringen: 13e met 3,20m (595 punten) speerwerpen: 5e met 54,85m (830,875 punten) 1500m: 9e in 4.51,4 (672,4 punten) totaal: 5256,625 punten |
| Powell (René Joannes)                                                 | tienkamp (m)                | 25e         | 100m: 31e in 12,2 (619,2 punten) verspringen: 28e met 6,03m (615,35 punten) kogelstoten: 34e met 9,83m (449 punten) hoogspringen: 33e met 1,50m (398 punten) 400m: 24e in 55,8 (714,24 punten) 110m horden: 13e in 16,8 (829 punten) discuswerpen: 32e met 26,73m (297,76 punten) polsstokhoogspringen: 16e met 3,10m (541 punten) speerwerpen: 26e met 32,56m (217,90 punten) 1500m: 20e in 5.18,6 (509,2 punten) totaal: 5190,650 punten  |
| Gérard Noël                                                           | tienkamp (m)                | 27e         | 100m: 34e in 12,4 (571,6 punten) verspringen: 35e met 5,70m (534,50 punten) kogelstoten: 32e met 9,95m (461 punten) hoogspringen: 13e met 1,70m (678 punten) 400m: 31e in 58,0 (631,52 punten) 110m horden: 28e in 19,4 (582 punten) discuswerpen: 29e met 30,50m (441,02 punten) polsstokhoogspringen: 21e met 3,00m (487 punten) speerwerpen: 25e met 32,64m (220,10 punten) 1500m: niet gefinisht totaal: 4606,740 punten                |
|                                                                       |                             |             | |
| Sidonie Verschueren                                                   | 100m (v)                    | 1e ronde    | serie 9: 4e |
| Ida Degrande                                                          | 800m (v)                    | 1e ronde    | serie 3: 5e |
| Juliette Segers                                                       | 800m (v)                    | 1e ronde    | serie 2: 6e |
| Juliette Segers Léontine Stevens Rose Van Crombrugge Elise Vantruijen | 4x100m (v)                  | 1e ronde    | serie 2: 4e |
| Léontine Stevens                                                      | hoogspringen (v)            | 10e         | kwalificatie groep B: 1e met 1,40m finale: 10e met 1,48m |
| Elise Vantruijen                                                      | hoogspringen (v)            | 17e         | kwalificatie groep A: 1e met 1,40m finale: 17e met 1,40m |
| Sidonie Verschueren                                                   | hoogspringen (v)            | 16e         | kwalificatie groep A: 1e met 1,40m finale: 16e met 1,40m |
| Lucie Petit-Diagre                                                    | discuswerpen (v)            | 20e         | kwalificatie groep 1: 11e met 25,28m |
| Jenny Toitgans                                                        | discuswerpen (v)            | 21e         | kwalificatie groep 1: 12e met 24,40m |

### Boksen
| Olympiër           | Discipline  | Resultaat | Prestatie |
| ------------------ | ----------- | --------- | --- |
| Robert Sartos      | -50,8kg (m) | 9e        | 1e ronde: W van USA Miller: punten 2e ronde: V van ITA Cavagnoli: punten                                                                                                  |
| Emiel van Rumbecke | -53,5kg (m) | 9e        | 1e ronde: vrij 2e ronde: V van ARG Robledo: punten |
| Lucien Biquet      | -57,2kg (m) | 4e        | 1e ronde: vrij 2e ronde: W van GER Kloos: punten kwartfinale: W van POL Górny: punten halve finale: V van ARG Peralta: punten bronzen finale: V van USA Devine: punten    |
| Pierre Godart      | -61,2kg (m) | 17e       | 1e ronde V van SWE Berggren: punten |
| Adrien Anneet      | -66,7kg (m) | 9e        | 1e ronde: vrij 2e ronde: V van NED Blommers: punten |
| Léonard Steyaert   | -72,6kg (m) | Brons     | 1e ronde: vrij 2e ronde: W van GER Leidmann: punten kwartfinale: W van IRL Chase: punten halve finale: V van ITA Toscani: punten bronzen finale: W van GBR Mallin: punten |

### Gewichtheffen
België schreef acht deelnemers in de vijf gewichtsklassen in, zeven namen aan de wedstrijden deel.
| Olympiër             | Discipline  | Resultaat | Prestatie                                                                               |
| -------------------- | ----------- | --------- | --------------------------------------------------------------------------------------- |
| Albert Maes          | -60kg (m)   | 16e       | drukken: 13e met 72,5 kg trekken: 14e met 75 kg stoten: 13e met 100 kg totaal: 247,5 kg |
| Ferdinand Renier     | -60kg (m)   | 11e       | drukken: 13e met 72,5 kg trekken: 12e met 77,5 kg stoten: 9e met 105 kg totaal: 255 kg  |
| Victor Van Hamme     | -67,5kg (m) | 12e       | drukken: 10e met 77,5 kg trekken: 11e met 80 kg stoten: 12e met 105 kg totaal: 262,5 kg |
| Marcel Van Der Goten | -75kg (m)   | 11e       | drukken: 18e met 77,5 kg trekken: 11e met 87,5 kg stoten: 9e met 115 kg totaal: 280 kg  |
| Jan Van Rompey       | -75kg (m)   | 8e        | drukken: 4e met 92,5 kg trekken: 12e met 85 kg stoten: 9e met 115 kg totaal: 292,5 kg   |
| Jules van der Goten  | -82,5kg (m) | 13e       | drukken: 13e met 80 kg trekken: 12e met 92,5 kg stoten: 12e met 120 kg totaal: 292,5 kg |
| Marcel Panen         | +82,5kg (m) | 15e       | drukken: 16e met 85 kg trekken: 16e met 85 kg stoten: 15e met 115 kg totaal: 280 kg     |

### Hockey
Van de 22 mannen op de inschrijvingslijst namen er achttien deel aan de vijf gespeelde wedstrijden.
| Olympiër | Discipline | Resultaat | Prestatie |
| --- | ---------- | --------- | --- |
| Lambert Adelot Claude Baudoux Yvon Baudoux Fernand Carrez Freddy Cattoir Louis De Deken Charles de Keyzer Paul Delheid Victor de Laveleye Louis Diercxsens Auguste Goditiabois Adolphe Goemaere Georges Grosjean Joseph Bastiné Charles Koning René Mallieux Jacques Rensburg André Seeldrayers Étienne Soubre Jean Van Der Straeten Emile Vercken Corneille Wellens | mannen     | 4e        | groep A: 2e V van Brits-Indië: 0-9 W van Zwitserland: 3-0 W van Oostenrijk: 4-0 W van Denemarken: 1-0 bronzen finale: V van Duitsland: 0-3 |

| Groep A |             |             |             |             |             |            |            |            |        |
| #       | Land        | Wedstrijden | Wedstrijden | Wedstrijden | Wedstrijden | Doelpunten | Doelpunten | Doelpunten | Punten |
| #       | Land        | G           | W           | G           | V           | V          | T          | Saldo      | Punten |
| 1       | Brits-Indië | 5           | 3           | 2           | 0           | 26         | 0          | +26        | 8      |
| 2       | België      | 5           | 2           | 3           | 0           | 8          | 9          | -1         | 6      |
| 3       | Denemarken  | 5           | 2           | 2           | 1           | 5          | 8          | −3         | 4      |
| 4       | Zwitserland | 5           | 2           | 1           | 2           | 2          | 11         | −9         | 2      |
| 5       | Oostenrijk  | 5           | 1           | 1           | 3           | 1          | 14         | −13        | 0      |

| Ronde          | Datum     | Plaats      | Land | Score       | Land |
| -------------- | --------- | ----------- | ---- | ----------- | ---- |
| Groepsfase     |           |             |      |             |      |
| 18 mei         | Amsterdam | Brits-Indië | 9-0  | België      |      |
| 20 mei         | Amsterdam | België      | 3-0  | Zwitserland |      |
| 22 mei         | Amsterdam | België      | 4-0  | Oostenrijk  |      |
| 24 mei         | Amsterdam | Denemarken  | 0-1  | België      |      |
| Bronzen finale |           |             |      |             |      |
| 26 mei         | Amsterdam | Duitsland   | 3-0  | België      |      |

### Moderne vijfkamp
| Olympiër           | Discipline | Resultaat | Prestatie |
| ------------------ | ---------- | --------- | --- |
| Charles Cumont     | mannen     | 32e       | schietsport: 29e met 151 punten zwemmen: 31e in 6.48,8 schermen: 28e atletiek: 36e in 17.44,8 paardensport: 20e met 91 punten totaal: 144 punten      |
| Edouard de LeCourt | mannen     | 27e       | schietsport: 27e met 151 punten zwemmen: 14e in 5.46,4 schermen: 12e atletiek: 25e in 16.12,4 paardensport: 33e met 66 strafpunten totaal: 111 punten |
| Charles Vannerom   | mannen     | 35e       | schietsport: 25e met 155 punten zwemmen: 27e in 6.28,0 schermen: 26e atletiek: 34e in 17.28,6 paardensport: 23e met 85 punten totaal: 135 punten      |

### Paardensport
| Olympiër                                                           | Discipline  | Resultaat | Prestatie |
| Dressuur                                                           | Dressuur    | Dressuur  | Dressuur |
| ------------------------------------------------------------------ | ----------- | --------- | --- |
| Roger Delrue op Dreypuss                                           | individueel | 29e       | 146,14 punten |
| Henri Laame op Belga                                               | individueel | 27e       | 167,70 punten |
| Oswald Lints op Rira-t-elle                                        | individueel | 24e       | 185,86 punten |
| Roger Delrue Henri Laame Oswald Lints                              | team        | 8e        | 499,70 punten |
| Eventing                                                           |             |           | |
| Louis-Marie de Jonghe d'Ardoye op Swang                            | individueel | DSQ       | dressuur: 41e met 138,38 punten crosscountry: gediskwalificeerd                                                            |
| Louis Rousseaux op Gigolo                                          | individueel | 11e       | dressuur: 33e met 162,02 punten crosscountry: 17e met 1410 punten springconcours: 1e met 300 punten totaal: 1872,02 punten |
| Georges Van der Ton op Remember Erin                               | individueel | DNF       | dressuur: 46e met 66,66 punten crosscountry: niet gefinisht                                                                |
| Louis-Marie de Jonghe d'Ardoye Louis Rousseaux Georges Van der Ton | team        | DNF       | dressuur: 14e met 367,08 punten crosscountry: niet gefinisht                                                               |
| Springconcours                                                     |             |           | |
| Baudouin de Brabandère op Miss America                             | individueel | 35e       | 34,25 strafpunten |
| Jacques Misonne op Keepsake                                        | individueel | 38e       | 16 strafpunten |
| Gaston Mesmaekers op As de Pique                                   | individueel | 35e       | 14 strafpunten |
| Baudouin de Brabandère Jacques Misonne Gaston Mesmaekers           | team        | 14e       | 64,25 strafpunten |

### Roeien
Er worden 22 namen genoemd in de uitslagen van het officiële rapport die in zes boten deelnamen.
| Olympiër | Discipline      | Resultaat | Prestatie |
| --- | --------------- | --------- | --- |
| Jack Mottart | skiff (m)       | 12e       | serie 4: V van FRA Saurin: 8.14,8 herkansingen: V van NED Gunther: 8.17,0                                     |
| Philippe Van Volckxsom Carlos Vandendriessche                                                                                           | twee-zonder (m) | 7e        | serie 2: V van USA McDowell/Schmitt: 8.15,0 herkansingen: V van NED van Suylekom/van Wakum: 8.36,4            |
| André Houppelyne Achiel Mengé | dubbel-twee (m) | 9e        | serie 1: V van GER Hoeck/Voight: 8.05,6 herkansingen: V van GBR Boardman/Guye: 7.57,6                         |
| Franz de Coninck Léon Flament Georges Anthony (sm)                                                                                      | twee-met (m)    | Brons     | serie 2: W van Nederland: 8.58,4 kwartfinale 2: V van Frankrijk: 8.02,4 halve finale: V van Frankrijk: 7.59,4 |
| Jean Bauwens Alfons De Wette Charles Van Son Theo Wambeke Maurice Delplanck (sm)                                                        | vier-met (m)    | 5e        | serie 5: W van Monaco: 7.41,8 2e ronde: W van Hongarije: 7.55,4 kwartfinale 1: V van Polen: 7.29,0            |
| Victor Denis Jean Jonlet Auguste Lambrecht André Lemaire René Macors Henri Micha Marcel Roman Jacques van Malderen Georges Anthony (sm) | acht (m)        | 10e       | serie 4: V van Verenigde Staten: 6.21,2 herkansingen: V van Nederland: 6.47,4                                 |

### Schermen
Van de 22 ingeschreven deelnemers bij het schermen namen achttien mannen en drie vrouwen deel aan de wedstrijden, één vrouw nam niet aan de wedstrijden deel.
| Olympiër                                                                                    | Discipline      | Resultaat    | Prestatie |
| ------------------------------------------------------------------------------------------- | --------------- | ------------ | --- |
| Charles Debeur                                                                              | degen (m)       | 7e           | 1e ronde groep A: 6e (5 overwinningen) kwartfinale A: 6e (5 overwinningen) halve finale B: 4e (4 overwinningen) finale: 7e (3 overwinningen) |
| Charles Delporte                                                                            | degen (m)       | 6e           | 1e ronde groep E: 3e (6 overwinningen) kwartfinale C: 5e (7 overwinningen) halve finale A: 3e (5 overwinningen) finale: 6e (4 overwinningen) |
| Léon Tom                                                                                    | degen (m)       | 4e           | 1e ronde groep D: 1e (6 overwinningen) kwartfinale B: 2e (7 overwinningen) halve finale A: 2e (5 overwinningen) finale: 4e (6 overwinningen) |
| Emile Barbier Georges Dambois Xavier de Beukelaer Charles Debeur Charles Delporte Léon Tom  | degen team (m)  | 4e           | 1e ronde groep B: 1e (1-0) kwartfinale A: 1e (2-0) halve finale A: 2e (2-1) finale: 4e (0-3) |
| Raymond Bru                                                                                 | floret (m)      | 6e           | 1e ronde groep G: 3e (4 overwinningen) halve finale B: 3e (5 overwinningen) finale: 6e (7 overwinningen) |
| Albert De Roocker                                                                           | floret (m)      | DNF          | 1e ronde groep A: 1e (4 overwinningen) halve finale A: niet gefinisht |
| Pierre Pecher                                                                               | floret (m)      | 15e          | 1e ronde groep D: 3e (5 overwinningen) halve finale B: 7e (2 overwinningen) |
| Raymond Bru Charles Crahay Albert De Roocker Max Janlet Pierre Pecher Jean Verbrugghe       | floret team (m) | 4e           | 1e ronde groep B: 2e W van Spanje: 10-6 W van Noorwegen: 13-3 V van Argentinië: 6-10 kwartfinale A: 2e V van Frankrijk: 7-9 W van Zwitserland: 12-4 W van Oostenrijk: 10-6 halve finale B: 1e W van Hongarije: 9-3 finale: 4e V van Italië: 3-13 V van ARG: 5-11 G tegen Frankrijk: 8-8 (62-62) |
| Henri Brasseur                                                                              | sabel (m)       | 24e          | 1e ronde groep E: 2e (2 overwinningen) halve finale A: 8e (0 overwinningen) |
| Jacques Kesteloot                                                                           | sabel (m)       | 17e          | 1e ronde groep G: 3e (2 overwinningen) halve finale C: 8e (2 overwinningen) |
| Edouard Yves                                                                                | sabel (m)       | 25e          | 1e ronde groep F: 4e (2 overwinningen) |
| Henri Brasseur Marcel Cuypers Georges Kaanen Jacques Kesteloot Joseph Stordeur Edouard Yves | sabel team (m)  | halve finale | 1e ronde groep D: 1e W van Chili: 10-6 halve finale A: 4e V van Polen: 7-9 V van Nederland: 6-10 |
|                                                                                             |                 |              | |
| Jenny Addams                                                                                | floret (c)      | 6e           | 1e ronde groep C: 3e (4 overwinningen) halve finale 2: 4e (4 overwinningen) finale: 6e (2 overwinningen) |
| E. Addams                                                                                   | floret (c)      | 17e          | 1e ronde groep A: 5e (3 overwinningen) |
| Hilda Deswarte                                                                              | floret (c)      | 18e          | 1e ronde groep B: 5e (2 overwinningen) |

### Voetbal
Van de 21 spelers op de inschrijvingslijst kwamen veertien mannen uit in de twee gespeelde wedstrijden. Doelman J.B. de Bie maakte ook deel uit van het Olympisch elftal van 1920 dat olympisch kampioen werd en van de selectie van 1924. Ook G. Despae en F. van Halme maakten deel uit van de selectie van 1924 maar kwamen toen niet in actie in de enige gespeelde wedstrijd.
| Olympiër | Discipline | Resultaat | Prestatie                                                                         |
| --- | ---------- | --------- | --------------------------------------------------------------------------------- |
| Henri Bierna Gustaaf Boesman Pierre Braine Raymond Braine Jean Caudron Jean De Bie Leon De Coninck Henri De Deken Georges Despae Gérard Devos Jan Diddens Georges Ditzler Auguste Hellemans Nicolas Hoydonckx Jules Lavigne Jacques Moeschal Auguste Ruyssevelt Henri Van Averbeke Florimond Vanhalme Sébastien Verhulst Louis Versijp Bernard Voorhoof | mannen     | 5e        | voorronde: vrij 1e ronde: W van Luxemburg: 5-3 kwartfinale: V van Argentinië: 3-6 |

Op 5 juni speelde België in een troosttoernooi in de eerste ronde tegen Nederland in het Sparta-Stadion Het Kasteel te Rotterdam. België verloor met 1-3. In dit elftal speelden De Bie, Van Averbeke, Bierna, Boesman, P. Braine, R. Braine, Hellamans, Hoydonckx, Lavigne, Moeschal en Verhulst. Deze wedstrijd maakte geen deel uit van het officiële Olympisch programma.

### Waterpolo
In de twee gespeelde wedstrijden namen negen mannen deel. Gérard Blitz maakte ook deel uit van het Olympisch team van 1920 en het Olympisch team van 1924 dat beide keren zilver veroverde.
| Olympiër | Discipline | Resultaat | Prestatie                                                       |
| --- | ---------- | --------- | --------------------------------------------------------------- |
| René Bauwens F. Bettens Gérard Blitz Jules Brandeleer Pierre Coppieters Henri De Pauw Joseph Malissart André Mélardy J. J. Tensen Louis Van Gheem Fernand Visser | mannen     | 5e        | 1e ronde: W van Ierland: 11-1 kwartfinale: V van Duitsland: 3-5 |

### Wielersport
| Olympiër                                                              | Discipline               | Resultaat | Prestatie                                              |
| Baan                                                                  | Baan                     | Baan      | Baan                                                   |
| --------------------------------------------------------------------- | ------------------------ | --------- | ------------------------------------------------------ |
| Yves Van Massenhove                                                   | sprint (m)               | 5e        | serie 3: 1e kwartfinale 1: V van GER Bernhardt         |
| Jean Aerts                                                            | tijdrit (m)              | 8e        | 1.18,6                                                 |
| August Meuleman Albert Muylle Jean Van Buggenhout Yves Van Massenhove | ploegenachtervolging (m) | 5e        | 1e ronde: W van Polen 2e ronde: V van Groot-Brittannië |
| Weg                                                                   |                          |           |                                                        |
| Jean Aerts                                                            | wegwedstrijd (m)         | 11e       | 5:10.38                                                |
| Jean Chaerels                                                         | wegwedstrijd (m)         | 24e       | 5:16.05                                                |
| Pierre Houdé                                                          | wegwedstrijd (m)         | 12e       | 5:11.18                                                |
| Jef Lowagie                                                           | wegwedstrijd (m)         | 13e       | 5:11.54                                                |
| Jean Aerts Pierre Houdé Jef Lowagie                                   | wegwedstrijd team (m)    | 5e        | 15:33.50                                               |

### Worstelen
België schreef veertien worstelaars in waarvan er dertien aan de wedstrijden deelnamen.
| Olympiër             | Discipline  | Resultaat   | Prestatie |
| Vrije stijl          | Vrije stijl | Vrije stijl | Vrije stijl |
| -------------------- | ----------- | ----------- | --- |
| Clement Spapen       | -56kg (m)   | Zilver      | 1e ronde: W van CAN Trifunov halve finale: V van FIN Mäkinen zilveren finale: W van GBR Sansum                                           |
| Petrus Bressinck     | -61kg (m)   | 5e          | 1e ronde: vrij kwartfinale: V van USA Morrison zilveren halve finale: V van SUI Minder                                                   |
| Jean Smets           | -66kg (m)   | 8e          | 1e ronde: vrij kwartfinale: V van NOR Nilsen                                                                                             |
| Hyacinthe Roosen     | -72kg (m)   | 7e          | 1e ronde: W van DEN Jacobsen kwartfinale: V van CAN Letchford                                                                            |
| Louis van der Herten | -79kg (m)   | 8e          | 1e ronde: vrij kwartfinale: V van USA Hammonds                                                                                           |
| Jacques van Assche   | -87kg (m)   | 5e          | 1e ronde: W van GBR Rowe halve finale: V van USA Edwards                                                                                 |
| Léon Charlier        | +87kg (m)   | 6e          | 1e ronde: V van SUI Wernli |
| Grieks-Romeins       |             |             | |
| Pierre Mollin        | -58kg (m)   | 9e          | 1e ronde: vrij 2e ronde: V van FIN Ahlfors 3e ronde: V van ITA Gozzi                                                                     |
| Jacques Dillen       | -62kg (m)   | 9e          | 1e ronde: W van DEN Meyer 2e ronde: W van NOR Egeberg 3e ronde: V van GER Steinig                                                        |
| Frits Janssens       | -67,5kg (m) | 7e          | 1e ronde: W van FRA Parisel 2e ronde: W van DEN Borges 3e ronde: V van GER Sperling 4e ronde: V van NED Massop                           |
| Jean Saenen          | -75kg (m)   | 5e          | 1e ronde: W van FRA Poilvé 2e ronde: W van NED Balkema 3e ronde: V van HUN Papp 4e ronde: V van TUR Baytorun 5e ronde: V van EST Kasnets |
| Nicolas Appels       | -82,5kg (m) | 4e          | 1e ronde: V van EGY van Moustafa 2e ronde: W van FRA Clody 3e ronde: W van TCH Vávra 4e ronde: vrij 5e ronde: V van GER Rieger           |
| Gustave Colpeart     | +82,5kg (m) | 11e         | 1e ronde: V van TCH Urban 2e ronde: V van Donati                                                                                         |

### Zeilen
Léon Huybrechts was de olympisch kampioen van 1924 in de 12-voets-jol.
| Olympiër                                                                   | Discipline   | Resultaat | Prestatie                   |
| -------------------------------------------------------------------------- | ------------ | --------- | --------------------------- |
| Léon Huybrechts                                                            | 12 voets jol | 12e       | 25 punten: (2-DNF-4-DSQ)    |
| Ludovic Franck A.J.J. Fridt Frits Mulder Willy Van Rompaey Arthuer Sneyers | 6m klasse    | 5e        | (9 - 2 - 3 - 2 - 4 - 4 - 4) |

### Zwemmen
| Olympiër                                                           | Discipline            | Resultaat | Prestatie                                          |
| ------------------------------------------------------------------ | --------------------- | --------- | -------------------------------------------------- |
| Martial Van Schelle                                                | 100m vrije slag (m)   | 1e ronde  | serie 2: 5e                                        |
| Gérard Blitz                                                       | 100m rugslag (m)      | DNF       | serie 3: 2e in 1.18,8 halve finale 2: niet gestart |
| Joseph De Combe                                                    | 200m schoolslag (m)   | DNF       | serie 3: niet gefinisht                            |
| Louis Van Parys                                                    | 200m schoolslag (m)   | 1e ronde  | serie 1: 3e in 3.00,0                              |
| Gérard Blitz Pierre Coppieters Louis Van Parys Martial Van Schelle | 4x200m vrije slag (m) | 1e ronde  | serie 2: 5e                                        |

Argentinië · Australië · België · Brits-Indië · Bulgarije · Canada · Chili · Cuba · Denemarken · Duitsland · Egypte · Estland · Filipijnen · Finland · Frankrijk · Griekenland · Groot-Brittannië · Haïti · Hongarije · Ierland · Italië · Japan · Joegoslavië · Letland · Litouwen · Luxemburg · Malta · Mexico · Monaco · Nederland · Nieuw-Zeeland · Noorwegen · Oostenrijk · Panama · Polen · Portugal · Roemenië · Spanje · Tsjecho-Slowakije · Turkije · Uruguay · Verenigde Staten · Zuid-Afrika · Zuid-Rhodesië · Zweden · Zwitserland